# Dirty Diamonds
Dirty Diamonds ist das am 4. Juli 2005 veröffentlichte 24. Studioalbum und 17. Soloalbum des US-amerikanischen Hard-Rocksängers Alice Cooper.

## Hintergrund
Das Album ist technisch ausgefeilter als das reduzierte Vorgängeralbum The Eyes of Alice Cooper aus dem Jahr 2003. Es wurde mit Produzent Steve Lindsey eingespielt. Am Schlagzeug ist Tommy Clufetos zu hören, auf dem Album ist jedoch Eric Singer abgebildet. Am Songwriting der meisten Songs war neben Alice Cooper selbst Gitarrist Ryan Roxie beteiligt. Der Rapper Xzibit ist beim Bonustitel Stand zu hören, der zuerst auf dem Album Unity: The Official Athens 2004 Olympic Games Album erschien.

## Titelliste
| Nr. | Titel                                                                 | Autoren                                                            | Länge |
| --- | --------------------------------------------------------------------- | ------------------------------------------------------------------ | ----- |
| 1.  | "Woman of Mass Distraction"                                           | Alice Cooper, Damon Johnson, Ryan Roxie, Chuck Garric, Rick Boston | 3:59  |
| 2.  | "Perfect"                                                             | Cooper, Johnson, Roxie                                             | 3:30  |
| 3.  | "You Make Me Wanna"                                                   | Cooper, Roxie, Garric, Boston                                      | 3:30  |
| 4.  | "Dirty Diamonds"                                                      | Cooper, Johnson, Garric, Boston                                    | 4:02  |
| 5.  | "The Saga of Jesse Jane"                                              | Cooper, Roxie                                                      | 4:15  |
| 6.  | "Sunset Babies (All Got Rabies)"                                      | Cooper, Johnson, Roxie                                             | 3:28  |
| 7.  | "Pretty Ballerina"                                                    | Michael Brown                                                      | 3:01  |
| 8.  | "Run Down the Devil"                                                  | Cooper, Mark Hudson, Mike Elizondo, Benji Hughes                   | 3:29  |
| 9.  | "Steal That Car"                                                      | Cooper, Johnson, Roxie, Garric                                     | 3:16  |
| 10. | "Six Hours"                                                           | Cooper, Roxie                                                      | 3:24  |
| 11. | "Your Own Worst Enemy"                                                | Cooper, Roxie                                                      | 2:15  |
| 12. | "Zombie Dance"                                                        | Cooper, Roxie, Boston                                              | 4:27  |
| 13. | "Stand" (bonus track on all releases)                                 | Cooper, Boston, Bridget Benenate, Xzibit                           | 4:04  |
| 14. | "The Sharpest Pain" (bonus track on Russian and UK promo CD releases) |                                                                    |       |

## Mitwirkende
- Tommy Clufetos – Schlagzeug
- Alice Cooper – Gesang, Harmonika
- Chuck Garric – Bass
- Damon Johnson – Gitarre
- Ryan Roxie – Gitarre
- Xzibit – Rap (Stand)[1]

## Rezeption

### Rezension
David Jeffries von AllMusic schrieb: "When the big fat advances from big fat record companies dried up, Alice Cooper pared down his sound and came to terms with his inner garage on the nearly overdubless The Eyes of Alice Cooper. The album was worthy redemption from the big-money blandness of his mid-'80s recordings and a nice return to form after flirting with the industrial-flavored metal that defined his late-'90s material. Dirty Diamonds stays the course, and while it's not Killer or Love It to Death, it at least sounds like it's from the guy who was responsible for those classics. " Er vergab 3,5 von fünf Sternen.

### Charts und Chartplatzierungen
| ChartsChartplatzierungen       | Höchstplatzierung | Wochen |
| ------------------------------ | ----------------- | ------ |
| Deutschland (GfK)              | 71 (1 Wo.)        | 1      |
| Österreich (Ö3)                | 66 (1 Wo.)        | 1      |
| Vereinigte Staaten (Billboard) | 193 (1 Wo.)       | 1      |